# سيسنا إيه تي-17 بوبكات
سيسنا إيه تي-17 بوبكات (بالإنجليزية: Cessna AT-17 Bobcat)‏ هي طائرة تدريب، متقدم، بمحركين. أنتجت في الولايات المتحدة. من صناعة سيسنا. كان أول طيران لها في مارس 26, 1939. صنع منها 5,400 طائرة.

## المستخدمون
- سلاح الجو الملكي الكندي
- بحرية الولايات المتحدة